# Доходный дом Н. В. Смирнова
Доходный дом Н. В. Смирнова — памятник архитектуры. Расположен в Василеостровском районе Санкт-Петербурга, современный адрес дома — 12-я линия Васильевского острова, 15.
Владелец участка сам был военным инженером и автором проекта своего дома. Ему принадлежало два соседних участка; в 1890 году он построил двухэтажный особняк на участке 17, а на участке 15 была установлена Василеостровская центральная электрическая станция, которую в 1908 году перевезли в Ростов-на-Дону, после чего владелец выстроил доходный дом.

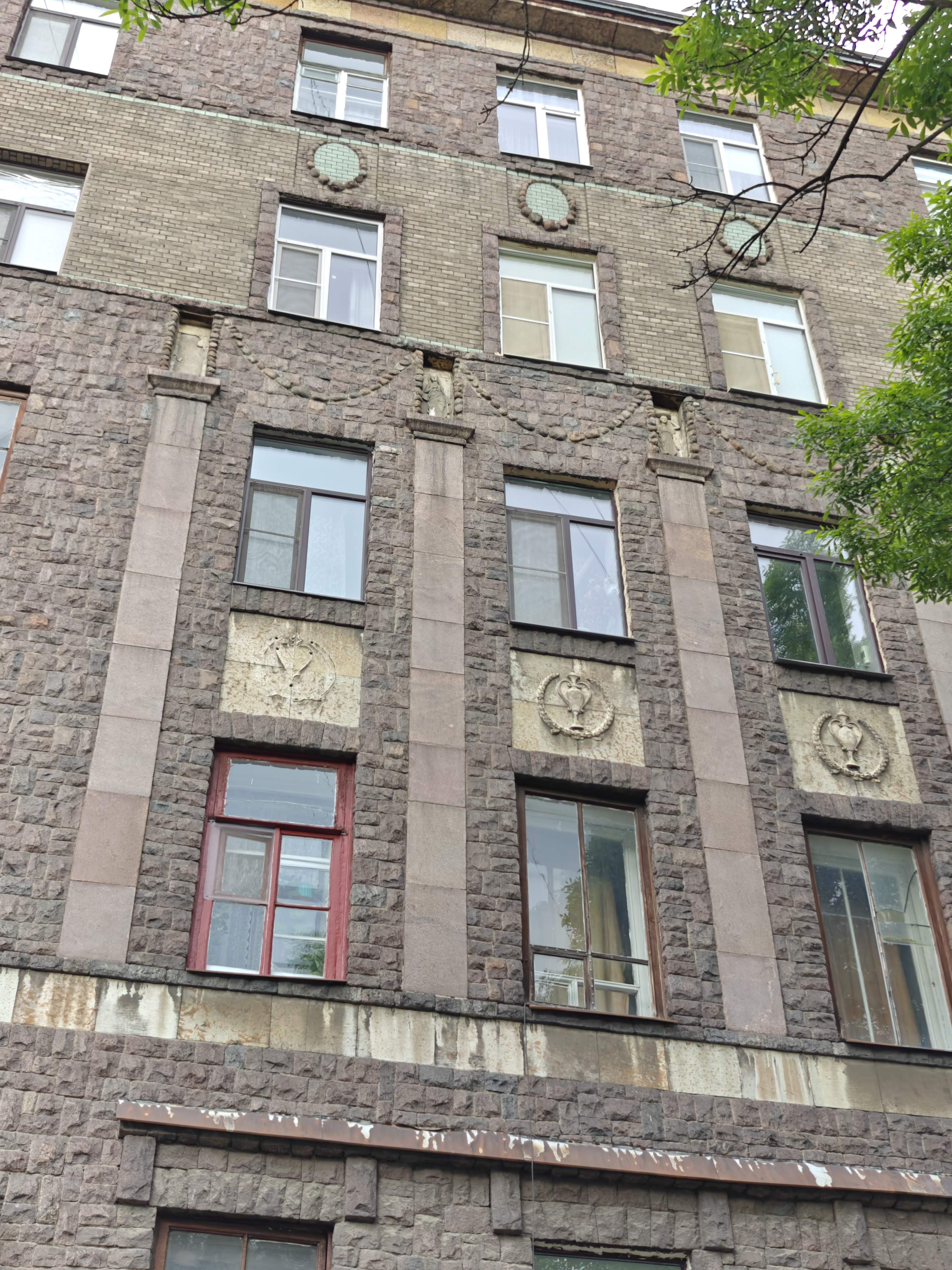
Детали средней части дома

Здание шестиэтажное, занимает участок по периметру, поперечный флигель разделяет внутренний двор надвое. Лицевой фасад плоский, разделенный на четыре яруса по нижним отметкам простых прямоугольных окон. Здание сплошь облицовано разномодульными кусками розово-серого гранита, на уровне пятого этажа облицовка прервана поясом кирпича, охристого с зелёной каймой. Средний ярус включает в себя 3 и 4 этаж, в его центральной части создан портик в четыре пилястры из путиловского известняка без баз и антаблемента. Над капителями пилястр — углубления с рельефными женскими фигурами, дополнительным декором служат гирлянды, венки и вазоны.
На дальнем боковом фасаде со стороны дома 13 по 12-й линии на уровне 5-6 этажей 2022 год сохранились восьмиугольные стеклоблоки Фальконе.